# بازگشت به آینده قسمت ۲
بازگشت به آینده قسمت ۲ (به انگلیسی: Back to the Future Part II) یک فیلم علمی تخیلی کمدی آمریکایی به کارگردانی رابرت زمکیس و دومین قسمت از مجموعه فیلم‌های بازگشت به آینده است.

## داستان
«مارتی مک فلای» که به‌تازگی از گذشته برگشته دوباره توسط دکتر امت به آینده فرستاده می‌شود تا از به زندان افتادن پسرش در آینده جلوگیری کند اما متأسفانه اوضاع خراب‌تر می‌شود. و ماشین زمان به دست انسان‌های بدی می‌افتد

## بازیگران
- مایکل جی. فاکس در نقش مارتی مک‌فلای / مارتی مک‌فلای جونیور / مارلین مک‌فلای
- کریستوفر لوید در نقش دکتر امت براون
- لی تامپسون در نقش لورین بینس-مک‌فلای
- توماس ویلسون در نقش بیف تنن / گریف تنن / مادربزرگ بیف (فقط صدا)
- الیزابت شو در نقش جنیفر پارکر
- جیمز تولکان در نقش آقای استریکلند
- جفری وایسمن[۱] در نقش جورج مک‌فلای
- هری واترز جونیور[۲] در نقش ماروین بری
- جو فلاهرتی[۳] در نقش مرد وسترن یونیون
- چارلز فلیشر در نقش تری
- فلی در نقش داگلاس جی. نیدلز